# Liste der gefallenen Adeligen auf Habsburger Seite in der Schlacht bei Sempach/F

## F
| Geschlecht   | Vorname(n)                                                              | Einheitsname             | Stammsitz                       | abweichende Schreibweisen                                                       | Quelle(n) | Anmerkungen | Wappen |
| ------------ | ----------------------------------------------------------------------- | ------------------------ | ------------------------------- | ------------------------------------------------------------------------------- | --- | --- | ------ |
| Falkenstein  | unbekannt                                                               | ? von Falkenstein        | Etsch?                          |                                                                                 | • Erhard von Appenwiler, Kaplan in Basel, Fortsetzung der Sächsischen Weltchronik, 1439 • Conrad Schnitt: Wappenbuch der Baslerischen Geschlechter, 1530 • Zusätze zu Petermann Etterlins Chronik, 1531–1545 • Liste des Christian Wurstisen, nach 1580 | Alle drei Chroniken berichten lediglich von drei des Hauses Falkenstein ohne Angabe von Vornamen. Durch die Verbindung ins Hause Bechburg ist es am wahrscheinlichsten, dass es sich hierbei um das Schweizer Adelsgeschlecht der Falkensteiner handelt. "3 von Falckenstein" |        |
| Falkenstein  | unbekannt                                                               | ? von Falkenstein        | Etsch?                          |                                                                                 | • Erhard von Appenwiler, Kaplan in Basel, Fortsetzung der Sächsischen Weltchronik, 1439 • Conrad Schnitt: Wappenbuch der Baslerischen Geschlechter, 1530 • Zusätze zu Petermann Etterlins Chronik, 1531–1545 • Liste des Christian Wurstisen, nach 1580 | Durch die Verbindung ins Hause Bechburg ist es am wahrscheinlichsten, dass es sich hierbei um das Schweizer Adelsgeschlecht der Falkensteiner handelt."3 von Falckenstein" |        |
| Falkenstein  | unbekannt                                                               | ? von Falkenstein        | Etsch                           |                                                                                 | • Erhard von Appenwiler, Kaplan in Basel, Fortsetzung der Sächsischen Weltchronik, 1439 • Conrad Schnitt: Wappenbuch der Baslerischen Geschlechter, 1530 • Zusätze zu Petermann Etterlins Chronik, 1531–1545 • Liste des Christian Wurstisen, nach 1580 | Durch die Verbindung ins Hause Bechburg ist es am wahrscheinlichsten, dass es sich hierbei um das Schweizer Adelsgeschlecht der Falkensteiner handelt. "3 von Falckenstein"                                                                                                   |        |
| Falkner      | Wernle                                                                  | ? Wernle Falkner         | Basel                           |                                                                                 | • Schlachtkapelle Sempach | einzige Nennung |        |
| Famergü      | Hans                                                                    | Hans von Famergü         | Schloss Vaumarcus, Neuenburg CH | Vaumarcus; Vaurmercus                                                           | • Conrad Schnitt: Wappenbuch der Baslerischen Geschlechter, 1530 • Schlachtkapelle Sempach | "us Burgund" |        |
| Famergü      | Heinrich; Henrich                                                       | Heinrich von Famergü     | Schloss Vaumarcus, Neuenburg CH |                                                                                 | • Erhard von Appenwiler, Kaplan in Basel, Fortsetzung der Sächsischen Weltchronik, 1439 • Zusätze zu Petermann Etterlins Chronik, 1531–1545 • Liste des Christian Wurstisen, nach 1580 | "vss der Etsch" |        |
| Fegesheim?   | Conradt                                                                 | Conradt Fegesheim        | Neuenburg                       |                                                                                 | Anonyme österreichische Chronik in Stuttgart, Handschrift 16. Jh. | "Newenburg"; einzige Nennung |        |
| Feldhin      |                                                                         | siehe Väschlin           |                                 |                                                                                 | | |        |
| Filach       | Hans; Hanns; Johann                                                     | Johann von Filach        | Schaffhausen                    | Fuolach; Fülach                                                                 | • Thurgauer Chronik • Chronik des Nicolaus Stulmann, 1407 • Eydgnössisch-schweytzerischer Regiments Ehren-Spiegel • Conrad Schnitt: Wappenbuch der Baslerischen Geschlechter, 1530 • Schlachtkapelle Sempach | |        |
| Flachslanden | Wernlin; Werli; Wernli; Wernher; Werner; Wenher; Werlin; Werly; Bernher | Werner von Flachslanden  | Groß-Basel                      | Flachslanden; Flachslandt; Flachslanndt; Flachssland; Flahslanden; Flaschlanden | • Anonyme österreichische Chronik in Stuttgart, Handschrift 16. Jh. • Eydgnössisch-schweytzerischer Regiments Ehren-Spiegel • Oesterreichische Verlustliste, ca. 1484 • Thurgauer Chronik; Johann Viler: Chronica von Keisern, Paepsten, Eidgenossenschaft und Elsass • Stadtchronik von Bern und Conrad Justingers Berner-Chroni, 1414/1420 • Luzerner Chronik von Melchior Russ, 1482 • Breisgauische Liederhandschrift, 1445 • Conrad Schnitt: Wappenbuch der Baslerischen Geschlechter, 1530 • Petermann Etterlin’s Chronik, Basel, 1507 • Jakob Twinger von Königshofen, Stiftsherr zu Straßburg; Oesterreichische Verlustliste, 1488 • Liste des Christian Wurstisen, nach 1580 | "Von Pasel der grossen stat"; "diss warent von Strasburg und uss dem Elsass" Am 14. Dezember 1389 tritt Ulrich Diepold von Pfirt als Bürgen für den verstorbenen Werner von Flachslanden ein.                                                                                 |        |
| Florenstein? | unbekannt                                                               | Unbekannt Florenstein    | Etsch                           |                                                                                 | • Petermann Etterlin’s Chronik, Basel, 1507 • Aegidius Tschudi: Chronicon Helveticum | "uss dem Etzschland" |        |
| Fogelhin     |                                                                         | siehe Vögelin            |                                 |                                                                                 | | |        |
| Freyberg     | Burckhart; Burckhard; Burckhardus; Purgkhart, Burckard                  | Burckhart von Freyberg   | Freyberg                        | Friberg; Fridburgkh; Fryberg                                                    | • Anonyme österreichische Chronik in Stuttgart, Handschrift 16. Jh. • Eydgnössisch-schweytzerischer Regiments Ehren-Spiegel • Chronik des Nicolaus Stulmann, 1407 • Thurgauer Chronik • Conrad Schnitt: Wappenbuch der Baslerischen Geschlechter, 1530 • Oesterreichische Verlustliste, 1488 • Aegidius Tschudi: Chronicon Helveticum | "zwen – vom Elsäs"; "Sequuntur servi Domini Wirtembergensis"; "von jnner Schäflingen"; "der Jüngere – Ritter" |        |
| Freyberg     | Mert?                                                                   | Mert von Freyberg        | Schwaben                        | Fridpurg                                                                        | Oesterreichische Verlustliste, 1488 | "Mert dierer von Fridpurg" |        |
| Fürstenberg  | Hanns; Hans; Johannes; Johann; Johans;                                  | Johannes von Fürstenberg | Burg Schnellingen               | Furstenberg                                                                     | • Anonyme österreichische Chronik in Stuttgart, Handschrift 16. Jh. • Breisgauische Liederhandschrift, 1445 • Chronik des Nicolaus Stulmann, 1407 • Conrad Schnitt: Wappenbuch der Baslerischen Geschlechter, 1530 • Constanzer Chronik • Eydgnössisch-schweytzerischer Regiments Ehren-Spiegel • Frankfurter Verlustliste • Gebhard Dacher’s Konstanzer Chronik, 1470 • Jakob Twinger von Königshofen, Stiftsherr zu Straßburg • Luzerner Chronik von Melchior Russ, 1482 • Oesterreichische Verlustliste, ca. 1484 • Petermann Etterlin’s Chronik, Basel, 1507 • Schwäbische Chronik • Stadtchronik von Bern und Conrad Justingers Berner-Chroni, 1414/1420 • Stuttgarter Annalen • Thurgauer Chronik • Johann Viler: Chronica von Keisern, Paepsten, Eidgenossenschaft und Elsass • Nürnberg Weltchronik, 1459 • Oesterreichische Chronik des Veit Arenpeck, 1488–1495 • Oesterreichische Verlustliste, 1488 • Strassburger Zusätze zu Könighofens Chronik, Handschrift aus dem 15. Jahrhundert • Aegidius Tschudi: Chronicon Helveticum • Liste des Christian Wurstisen, nach 1580 | "der herr war zw Haslach wass"; "Herr zu Haslach". Mitglied im Löwenbund. Sohn des Hug von Fürstenberg-Haslach |        |
| Fürstenberg  | Ulrich                                                                  | Ulrich von Fürstenberg   | Burg Schnellingen               |                                                                                 | Luzerner Chronik von Melchior Russ, 1482 | Die Luzerner Chronik nennt als einzige beide, Johannes und einen Ulrich v. F. |        |